# 欧尔梅
欧尔梅（法語：Haulmé）是法国香槟-阿登大区阿登省的一个市镇，属于沙勒维尔-梅济耶尔区蒙泰梅县。该市镇2009年时的人口为91人。

## 人口
欧尔梅人口变化图示
| 数据来源：INSEE |